# エヴェルトン・ソウザ・ソアレス
エヴェルトン（Éverton）ことエヴェルトン・ソウザ・ソアレス（ポルトガル語: Éverton Sousa Soares、1996年3月22日 - ）は、ブラジルのサッカー選手。ブラジル代表。ブラジル・セリエA・CRフラメンゴ所属。ポジションはミッドフィールダー。

## 経歴

### クラブ
セアラー州マラカナウに生まれる。2012年、フォルタレーザEC下部組織からレンタル移籍でグレミオFBPAの下部組織に移籍。2013年10月に完全移籍でグレミオFBPAに加入するが、この時にはマンチェスター・シティFCも彼に接触していた。2014年、エンデルソン・モレイラ監督によってトップチームに昇格。1月19日に行われたカンピオナート・ガウショのECサン・ジョゼ戦でユーリ・マムテに代えて出場し選手としての初出場。。初得点は4日後のCEラジェアデンセ戦であった。
4月20日に行われたアトレチコ・パラナエンセ戦でカンピオナート・ブラジレイロ・セリエA初出場した。この試合ではパラに代えての出場であった。同年のカンピオナート・ブラジレイロ・セリエAでは出場機会が少なかったが翌シーズンはスターティングメンバーに名を連ねるようになり、2015年9月6日に行われたゴイアスEC戦で同リーグ初得点を記録した。
2016年8月15日にグレミオとの契約を2020年まで更新。同年11月23日に行われたコパ・ド・ブラジル決勝第１試合では、ドウグラス・ドス・サントスに代えて出場し3点目をあげて3-1の勝利に貢献した。第2試合は1-1に終り、クラブにタイトルを齎した。
2017年3月9日に行われたコパ・リベルタドーレス2017のザモラFC戦でペドロ・ホーシャに代えて出場した事によってグレミオでの100試合出場を達成。クラブは同大会を勝ち進み優勝した。
エヴァートンFCなどへの移籍が噂された中、2020年8月14日、SLベンフィカと2025年までの契約を結んだことが発表された。移籍金は2000万ユーロであると公表し、契約解除金は1億5000万ユーロに設定したことも併せて発表された。
2022年6月20日、CRフラメンゴが完全移籍で獲得したことを発表した。契約期間は2026年12月31日までの4年半となる。

### 代表
2018年8月17日にブラジル代表に初招集され、9月7日のアメリカとの親善試合で代表デビュー。
コパ・アメリカ2019のメンバーにも選出され、ブラジルの初戦となったボリビア戦で途中出場すると、左サイドからドリブルで切り込んで強烈なシュートを叩き込み代表初得点を挙げた。2021年6月、エヴェルトンは母国開催の2021 コパ・アメリカに出場するブラジル代表メンバーに選ばれた。しかし、エヴェルトン・ソアレスはカタールで開催された2022 FIFAワールドカップのメンバーには選出されなかった。それでも彼は、フラメンゴでの活躍を通じて2026 FIFAワールドカップの代表入りを目指している。

## タイトル

### クラブ
グレミオ
- コパ・ド・ブラジル: 2016
- コパ・リベルタドーレス: 2017

### 代表
- コパ・アメリカ: 2019